# Women on Web
A Women on Web kanadai nonprofit szervezet, amely biztonságos abortuszszolgáltatást nyújt a nők egészségének és életének védelmében.
A biztonságos abortuszt igénylő személyek egy online konzultációt követően kérhetnek abortusztablettát az orvosaitól. A Women on Web ügyfélszolgálata 16 nyelven nyújt támogatást és információkat, többek közt arab, angol, francia, német, japán, koreai, magyar, indonéz, spanyol, olasz, orosz, portugál vagy perzsa nyelven.
A szervezetet dr. Rebecca Gomperts holland orvos alapította 2005-ben.
Kutatások szerint, amennyiben nincs hozzáférés biztonságos abortuszhoz, a nők önként kockáztatják az egészségüket és életüket képzetlen személyek által, egészségtelen környezetben elvégzett abortuszok igénylésével. A Women on Web célja, hogy a biztonságos abortusz minden nő és terhes személy számára elérhető legyen, szégyen és megbélyegzés nélkül, távorvoslás keretein belül.
A saját kezűleg végzett abortusz otthon végezhető, Mifepristone és Misoprostol tablettákkal a terhesség 12. hete előtt. A Mifepristone és a Misoprostol a terhességet a spontán vetéléshez hasonlóan szakítja meg 97 százalékos hatékonysággal a terhesség első 60 napjában.
A British Journal of Obstetrics and Gynaecology 2008-ban közölt kutatása megerősítette, hogy a nők képesek saját kezűleg Mifepristone-nal és Misoprotsollal otthon, orvosi látogatás nélkül elvégezni az abortuszt, amennyiben megfelelő információkkal és utasításokkal vannak ellátva.
2022 februárja óta a Women on Web előre igényelhető abortusztablettákat is szolgáltat. Ezzel az új szolgáltatással lehetővé vált, hogy a nők előre rendelhessenek maguknak abortusztablettát és azt azonnal felhasználhassák, amint felfedezik a terhességet. A Women on Web orvosi csapata ezt olyan nőknek írja elő, akik nem terhesek, de úgy gondolják a jövőben szükségük lehet rá.

## Kutatások
Az abortuszok kimeneteléről, és a Women on Web szolgáltatásait igénybe vevő nők tapasztalatairól elvégzett számos tudományos kutatás bizonyította, hogy a teleorvoslás által elvégzett abortusz biztonságos, rendkívül hatékony, és teljesen elfogadható a nők számára. Ezt az Egészségügyi Világszervezet is megerősítette, elismervén hogy a Women on Web segítségével elvégzett abortuszok biztonságosnak minősülnek.
A Women on Web olyan országokban élő nőkről is vizsgált adatokat, ahol az abortusz jogilag nincs korlátozva, megvilágítva a biztonságos abortuszhoz való hozzáférés akadályait. Az Egyesült Királyságban, Hollandiában, Magyarországon és az Egyesült Államokban végzett kutatások kimutatták, hogy a nők hozzáférése az abortuszellátáshoz akadályokba ütközik, amennyiben ez kizárólag kórházakban és klinikákon elérhető.

## Cenzúra
A Women on Web weboldalai cenzúrázva vannak számos országban. Ennek ellenére az online konzultáció elérhető a fő weboldal hiányában is. A Women on Web több weboldalt tart fenn különböző nyelveken, elkerülvén a cenzúrát és kiterjesztve a hozzáférést a szolgáltatásaikhoz – lásd az alábbi listát:  
- Dél-Korea: https://abortion.kr/
- Szaúd-Arábia: https://ijhad.org/
- Törökország: https://haplarlakurtaj.org/
- Spanyolország: https://comoabortar.org/
- Lengyelország: https://aborcja-polska.org/
- Indonézia: https://aborsionline.org/
- Malajzia: https://pengguguran.org/

## Fordítás
Ez a szócikk részben vagy egészben  a   Women on Web című angol Wikipédia-szócikk ezen változatának fordításán alapul.  Az eredeti cikk szerkesztőit annak laptörténete sorolja fel. Ez a jelzés csupán a megfogalmazás eredetét és a szerzői jogokat jelzi, nem szolgál a cikkben szereplő információk forrásmegjelöléseként.